# Adalbert
Az Adalbert germán eredetű férfinév. Elemeinek jelentése: nemes + fényes, híres. A középkorban a magyar Béla névvel azonosították mesterségesen.  Női változata: Adalberta és Adalbertina. 

## Rokon nevek
Az Adalbert anyakönyvezhető rokon nevei:
- Albert

## Gyakorisága
Az újszülötteknek adott nevek körében az 1990-es években szórványosan fordult elő. A 2000-es és a 2010-es években sem szerepelt a 100 leggyakrabban adott férfinév között.
A teljes népességre vonatkozóan a 2000-es és a 2010-es években az Adalbert nem szerepelt a 100 leggyakrabban viselt férfinév között.

## Névnapok
- április 23.[2]
- szeptember 27.[2]

## Idegen nyelvi változatai
- Adalberto (olasz, spanyol, portugál)
- Adalbrecht, röviden Albrecht (német)

## Híres Adalbertek
- Prágai Szent Adalbert püspök, I. István király nevelője.